# 5
Évszázadok: i. e. 1. század – 1. század – 2. század
Évtizedek: i. e. 40-es évek – i. e. 30-as évek – i. e. 20-as évek – i. e. 10-es évek – i. e. 1-es évek – 1-es évek – 10-es évek – 20-as évek – 30-as évek – 40-es évek – 50-es évek
Évek: i. e. 1 – 1 – 2 – 3 –  4 – 5 – 6 – 7 – 8 – 9 – 10

## Események

### Római Birodalom
- Lucius Valerius Messalla Volesust (helyettese Caius Vibius Postumus) és Cnaeus Cornelius Cinna Magnust (helyettese Caius Ateius Capito) választják consulnak.
- Tiberius folytatja germániai hadjáratát a Rajna és az Elba között, flottája lehajózik az Elbán. Meghódoltatja a longobárdokat és a Chauci törzset. Visszatérőben a Rajnánál megtámadják, de visszaveri a támadókat.
- A germán szemnon, kimber és harud törzsek követséget küldenek Rómába, hogy a szövetségről tárgyaljanak.
- Augustus császár unokája, Vipsania Agrippina feleségül megy Germanicus Iulius Caesarhoz (anyja révén másodunokatestvéréhez).
- Tiberius fia, Drusus Iulius Caesar feleségül veszi unokatestvérét, Iulia Livillát.
- A szenátus elfogadja a lex Valeria Corneliát, amely a comitia centuriata szavazását szabályozza.

## Születések
- Iulia Livia, Drusus Iulius Caesar és Livilla leánya.
- Zsu-Ce Jing, névleges kínai császár

## Fordítás
- Ez a szócikk részben vagy egészben  az   AD 5 című angol Wikipédia-szócikk ezen változatának fordításán alapul.  Az eredeti cikk szerkesztőit annak laptörténete sorolja fel. Ez a jelzés csupán a megfogalmazás eredetét és a szerzői jogokat jelzi, nem szolgál a cikkben szereplő információk forrásmegjelöléseként.